# Villarraso (Soria)
Villarraso es una localidad  de la provincia de Soria, partido judicial de Soria,  Comunidad Autónoma de Castilla y León, España. Pueblo de la comarca de  Tierras Altas que pertenece al municipio de Magaña.
Para la administración eclesiástica de la Iglesia católica, forma parte de la Diócesis de Osma la cual, a su vez, pertenece a la Archidiócesis de Burgos.
Se encuentra en la sierra del Almuerzo, y cerca de su término municipal discurre el río Alhama, que nace en Suellacabras.

### Comunicaciones
Camino de acceso a la carretera autonómica SO-P 1001, entre Almajano y Magaña.